# Súni Fríði Johannesen
Súni Fríði Johannesen Barbá semplicemente noto come Súni Fríði Johannesen ed altresì noto come Súni Fríði Barbá (Toftir, 20 ottobre 1972) è un allenatore di calcio ed ex calciatore faroese, di ruolo attaccante o centrocampista.

## Palmarès

### Individuale
- Capocannoniere del 1. deild: 2

1995 (24 gol), 2000 (16 gol)
- Capocannoniere della 2. deild: 1

2005 (31 gol)